# Campionati del mondo di ciclismo su strada 1976
I Campionati del mondo di ciclismo su strada 1976 si disputarono a Ostuni, in Italia, il 5 settembre 1976.
Furono assegnati solo due titoli:
- Prova in linea Donne, gara di 62 km
- Prova in linea Uomini Professionisti, gara di 288 km

I due titoli Dilettanti, gara in linea e cronometro a squadre, furono assegnati ai Giochi della XXI Olimpiade.

## Storia

Prova maschile in linea. Il belga Freddy Maertens beffa sul traguardo Francesco Moser.

L'edizione 1976 vide ancora il dualismo tra Italia e Belgio, con Felice Gimondi ed Eddy Merckx a fare da registi nelle due selezioni che puntavano ormai sui più giovani Freddy Maertens e Francesco Moser. Il circuito di 36 km su cui si svolse la gara era vallonato e poco adatto a un velocista come Maertens, che tuttavia riuscì a rimanere nel gruppetto di testa quando Moser scattò seguito da Joop Zoetemelk e fu raggiunto da Gimondi, Merckx e lo stesso Maertens. Meno abile del belga in volata, Moser cercò più volte di staccarlo attaccando, ma Maertens resistette fin sul traguardo e lo batté allo sprint. Su ottantacinque partenti, solo cinquantatré conclusero la prova.
I Paesi Bassi confermarono il titolo iridato femminile con Keetie van Oosten-Hage.

## Medagliere
| Pos.   | Nazione     | Oro | Argento | Bronzo | Totale |
| ------ | ----------- | --- | ------- | ------ | ------ |
| 1      | Belgio      | 1   | 0       | 1      | 2      |
| 2      | Paesi Bassi | 1   | 0       | 0      | 1      |
| 3      | Italia      | 0   | 2       | 1      | 3      |
| Totale | Totale      | 2   | 2       | 2      | 6      |

## Sommario degli eventi
| Eventi                 | Oro                                | Tempo                      | Argento                | Tempo | Bronzo                  | Tempo |
| Uomini Professionisti  |                                    |                            |                        |       |                         |       |
| Gara in linea dettagli | Freddy Maertens Belgio             | 7h06'10" Media 40,547 km/h | Francesco Moser Italia | s.t.  | Costantino Conti Italia | a 11" |
| Donne                  |                                    |                            |                        |       |                         |       |
| Gara in linea dettagli | Keetie van Oosten-Hage Paesi Bassi | -                          | Luigina Bissoli Italia | -     | Yvonne Reynders Belgio  | -     |